# Indian Creek
Pour les articles homonymes, voir Indian Creek (Floride).
Indian Creek est un roman de Pete Fromm paru en 1993 aux États-Unis. Il raconte l'hiver 1978 qu'a passé l'auteur au cœur des Rocheuses, dans l'Idaho, à l'endroit éponyme Indian Creek 45° 47′ 20,6″ N, 114° 45′ 49,7″ O
Le livre fut traduit en français par Denis Lagae-Devoldère, maître de conférences à l'Université Paris-Sorbonne.

## Résumé
Pete Fromm est un étudiant à Missoula quand il accepte à l'automne un job sur un coup de tête, qui consiste à passer l'hiver dans l'Idaho à s'occuper de saumons. Ainsi débute l'incroyable hiver de l'auteur, qu'il va passer entre chasse, paysage et dureté de l'hiver.

## Personnages principaux
- Pete Fromm : le narrateur
- Boone : sa chienne
- Rader et Sponz : ses amis
- Paul : son jumeau
- Cary, Phil et Brian : des amis chasseurs
- Dan : son père
- Helen : sa sœur

## Critiques
- « À noter également, parmi les premiers ouvrages de cette nouvelle collection, le très beau Indian Creek, de Pete Fromm, récit initiatique et captivante leçon de vie. » (Christine Ferniot, Télérama)
- « Ce n'est pas un livre, c'est une bouteille d'oxygène mélangé à du gaz hilarant. Avec un sens jubilatoire de l'autodérision, l'auteur fait le récit de cet apprentissage de la vie sauvage, composant avec cette matière brute un chef-d'œuvre du Nature Writing. » (Raphaël Stainville, Le Figaro Magazine)
- « Il y a chez Fromm une manière extrêmement claire et sincère de relater son épopée, de décrire la nature qui l'enveloppe et les sentiments qui l'animent. On aurait tort de ne pas l'écouter et de vivre l'aventure à ses côtés. » (Alexandre Fillon, Livres hebdo)
- « C'est un très beau roman d'initiation. C'est réaliste, c'est drôle, c'est vrai ! » (Christine Ferniot, France Inter)
- « Captivant, rafraichissant, tonique. Rare. » (Le Magazine littéraire)
- « Un bouquin épatant. L'auteur ne s'est pas ennuyé une seconde dans ses montagnes, et le lecteur ne s'ennuie pas non plus. » (Stéphane Hofafmann, Le Figaro Magazine)